# 1880
1880 (MDCCCLXXX) fue un año bisiesto comenzado en jueves según el calendario gregoriano.

## Acontecimientos

### Enero
- 1 de enero: Empieza la construcción del canal de Panamá.
- 10 de enero: en la montaña de Cucaracha (Panamá) se hace estallar la primera carga de dinamita que derrumba las cordilleras del istmo para dar paso a las aguas por el interoceánico Canal de Panamá.

### Febrero
- 2 de febrero: en Wabash (Indiana) se instala el primer poste de luz eléctrica.
- 13 de febrero: en España, el rey Alfonso XII decreta la abolición de la esclavitud en sus colonias de Cuba.
- 14 de febrero: en Madrid (España) se aprueba el reglamento de las corridas de toros.

### Marzo
- 15 de marzo: en Argentina se crea el partido político Partido Autonomista Nacional.
- 19 de marzo: en Fregenal de la Sierra (Badajoz) se realiza la primera llamada telefónica a larga distancia en España gracias a Rodrigo Sánchez-Arjona y Sánchez-Arjona, que tendió una línea telefónica entre su casa en el municipio bajoextremeño y una finca de su propiedad, llamada de Las Mimbres.
- 30 de marzo: en Madrid (España) se inaugura la Estación de Delicias, la primera estación de ferrocarril de la ciudad.
- 31 de marzo: Wabash (Estados Unidos) se convierte en la primera ciudad del mundo iluminada con luz eléctrica en sus calles.

### Abril
- 18 de abril: en Reino Unido, William Gladstone derrota a Benjamin Disraeli en las elecciones generales, para así convertirse en primer ministro por segunda ocasión.
- 24 de abril: en Illinois (Estados Unidos), un tornado arrasa la aldea de West Prairie.[1]

### Mayo
- 13 de mayo: en Menlo Park (Nueva Jersey), el inventor estadounidense Thomas Alva Edison realiza la primera prueba de su tren eléctrico.
- 26 de mayo: en el marco de la guerra del Pacífico se lleva a cabo la Batalla del Alto de la Alianza (en Tacna) en donde el ejército chileno vence a las tropas aliadas, marcando la retirada de Bolivia en el conflicto.

### Junio
- 5 de junio: en El Puerto de Santa María (España) se inaugura la Plaza de Toros de El Puerto.
- 7 de junio: en Arica (Perú) en el marco de la guerra del Pacífico, el ejército chileno vence al ejército peruano y toma la ciudad de Arica, que hasta la actualidad forma parte de Chile.
- 24 de junio: en Canadá se interpreta públicamente, por vez primera, la obra O Canada, que después se convertirá en el himno nacional de Canadá.
- 29 de junio: Francia se «anexa» la isla de Tahití.

### Julio
- 14 al 25 de julio: una serie de fuertes terremotos de entre 7,0 y 7,6 golpean la isla filipina de Luzón causando gran destrucción.
- 27 de julio: en el marco de la segunda guerra anglo-afgana, los afganos obtienen una victoria pírrica sobre la armada británica en la batalla de Maiwand.

### Agosto
(Asia) Es creado el prototipo de artefacto llamado pogo, años más tarde saldría el modelo final tras una gran aceptación por la sociedad.

### Septiembre
- 19 de septiembre: en Logroño (España) se inaugura el Teatro Bretón de los Herreros
- 20 de septiembre: en Buenos Aires (Argentina) se sanciona la ley que proclama a esa ciudad capital de la Argentina.
- 5 de septiembre: en la ciudad rusa de San Petersburgo se utiliza el tranvía por primera vez en el mundo.
- 10  de septiembre: Es reconocida oficialmente la independencia del Paraguay

### Octubre
- 12 de octubre: en Argentina, comienza la primera presidencia de Julio Argentino Roca.
- 15 de octubre: soldados mexicanos matan a Victorio, uno de los más grandes estrategas militares apaches.
- 16 de octubre: en el sur de los estados de Dakota del Sur y Minnesota sucede la Ventisca de 1880, una extraordinariamente fuerte tormenta de nieve que duró tres días.

### Noviembre
- 2 de noviembre: Elecciones presidenciales de Estados Unidos de 1880. El presidente republicano Rutherford B. Hayes no accede a la reelección y declara candidato del Partido Republicano a James A. Garfield, que vence en los comicios al demócrata Winfield S. Hancock por una ventaja de 194 votos electorales a 175.
- 9 de noviembre: Un terremoto de 6,3 sacude la ciudad de Zagreb en Croacia dejando 1 muerto y destruyendo muchos edificios.
- 11 de noviembre: en Melbourne (Australia) es colgado el forajido y ladrón de bancos australiano, Ned Kelly.
- 22 de noviembre: en el teatro de Tony Pastor, en la ciudad de Nueva York (Estados Unidos) hace su debut la actriz de vaudeville Lillian Russell.
- 23 de noviembre: en Borton (Reino Unido) Se Funda el Club Manchester City

### Diciembre
- 1 de diciembre: en México, el general Manuel González es nombrado presidente.
- 16 de diciembre: comienza la Primera Guerra de los Bóeres.
- 20 de diciembre:
  - En Sudáfrica se libra la Acción de Bronkhorstspruit, el mayor de los primeros combates en la Primera Guerra de los Bóeres.
  - El bulevar Broadway, en Nueva York, es iluminado con luz eléctrica. Poco después será conocido como «El Gran Camino Blanco».
- 30 de diciembre: el Transvaal se convierte en una república y Paul Kruger en su primer presidente.

#### Sin fecha
- Lord Ripon sucede a Lord Lytton como virrey de la India.
- Francia: Fundación del Partido Socialista.
- Honduras: la ciudad de Tegucigalpa se convierte en la capital definitiva del país.
- España: Menéndez y Pelayo publica Historia de los heterodoxos españoles.
- Chile: en Santiago se funda el Museo Nacional de Bellas Artes.
- República del Congo: se funda la villa de Brazzaville
- Afganistán: finaliza la segunda guerra anglo-afgana.

## Arte y literatura
- Edgar Degas: Bailarina.
- Auguste Rodin: El pensador.
- Émile Zola: La novela experimental.
- Paul Cézanne: Flor de otoño.
- Rosalía de Castro: Follas novas.
- Fiódor Dostoyevski: Los hermanos Karamázov.
- Émile Zola: Nana.
- Guy de Maupassant: Bola de Sebo.
- Lewis Wallace: Ben-Hur.

## Música
- Johannes Brahms compone la Danza húngara.
- Brahms compone la Obertura del Festival Académico.

## Ciencia y tecnología
- 27 de enero: Thomas Alva Edison recibe la patente por su lámpara incandescente.
- En abril, John Venn publica De la representación mecánica y diagramática de proposiciones y razonamientos, en donde define por primera vez el diagrama de Venn.
- Francia: Jacques y Pierre Curie descubren la piezoelectricidad.
- Invención de la bicicleta.
- Karl Joseph Eberth, Robert Koch y Georg Gaffky (1850-1918) descubren el bacilo de la fiebre tifoidea.
- Marcelino Menéndez Pelayo: La ciencia española.
- J. M. Charcot: Lecciones sobre la localización de las enfermedades del cerebro y de la médula espinal.

## Deporte
- 10 de abril: en el Kennington Oval, el Clapham Rovers derrota un gol por cero a la Universidad de Oxford en la final de la FA Cup.
- 18 de noviembre: en Belfast (Irlanda) se crea la Asociación Irlandesa de Fútbol.

## Nacimientos

### Enero
- 2 de enero: Machaquito (Rafael González Madrid), torero español (f. 1955).
- 5 de enero: Nikolái Médtner, compositor ruso (f. 1951).
- 6 de enero: Tom Mix, cineasta estadounidense (f. 1940).
- 10 de enero: Manuel Azaña, político y escritor español, presidente de la Segunda República (f. 1940).
- 21 de enero: Menyhért Lengyel, escritor y guionista húngaro (f. 1974).
- 25 de enero: Douglas MacArthur, militar estadounidense (f. 1964).

### Febrero
- 4 de febrero: Louis Halphen, historiador francés (f. 1950).
- 8 de febrero: Franz Marc, pintor alemán (f. 1916).
- 19 de febrero: Álvaro Obregón, político mexicano

### Marzo
- 19 de marzo: Antonio Ballesteros Beretta, historiador español (f. 1949).
- 22 de marzo: Kuniaki Koiso, primer ministro japonés (f. 1950).
- 30 de marzo: Seán O'Casey, escritor irlandés (f. 1964).

### Abril
- 12 de abril: Harry Baur, actor francés (f. 1943).

### Mayo
- 4 de mayo: Bruno Taut, arquitecto alemán (f. 1938).
- 14 de mayo: Wilhelm List, mariscal de campo alemán (f. 1971).
- 29 de mayo: Oswald Spengler, filósofo y matemático alemán (f. 1936).

### Junio
- 6 de junio: Norbert Jacques, escritor luxemburgués (f. 1954).
- 10 de junio: André Derain, pintor francés (f. 1954).
- 27 de junio: Helen Keller, escritora estadounidense sorda y ciega (f. 1968).

### Julio
- 1 de julio (posiblemente en la década de 1900): Tuti Yusúpova, mujer supercentenaria uzbeka (f. 2015)[2]
- 3 de julio: Carl Schuricht, director de orquesta y músico alemán (f. 1967).
- 8 de julio: Henri Donnedieu de Vabres, juez francés, miembro del Tribunal de Núremberg (f. 1952).
- 27 de julio: Rodolfo Fierro, general y mano derecha de Pancho Villa durante la revolución mexicana (f.1915).
- 31 de julio: 
  - Manuel Penella, compositor español (f. 1939).
  - Ignacio Alberto Pane Soler, docente, periodista, editorialista y político paraguayo (f. 1920).

### Agosto
- 8 de agosto: Earle Page, primer ministro australiano (f. 1961).
- 22 de agosto: George Herriman, autor de cómics estadounidense (f. 1944).
- 26 de agosto: Guillaume Apollinaire, escritor francés (f. 1918).
- 31 de agosto: Guillermina de los Países Bajos, monarca de 1890 a 1948 (f. 1962).

### Septiembre
- 6 de septiembre: Jules Durand, sindicalista francés
- 14 de septiembre: Archie Hahn, atleta estadounidense (f. 1955).
- 15 de septiembre: Chūjirō Hayashi, maestro japonés de reiki (f. 1940).
- 20 de septiembre: Ildebrando Pizzetti, compositor y musicólogo italiano (f. 1968).
- 24 de septiembre: Sarah Knauss, supercentenaria estadounidense (f. 1999).

### Octubre
- 2 de octubre: Geoffrey Lawrence, juez británico, presidente del Tribunal de Núremberg.
- 26 de octubre: 
  - Andréi Bely, poeta y novelista ruso (f. 1934).
  - Quintín Lame, líder indígena colombiano

### Noviembre
- 1 de noviembre: Alfred Wegener, meteorólogo alemán (f. 1930).
- 2 de noviembre: John Foulds, compositor británico (f. 1939).
- 21 de noviembre: Juan Veltroni, arquitecto italiano (f. 1942).
- 26 de noviembre: Ibn Saud, primer rey árabe (f. 1953).
- 28 de noviembre: Aleksandr Blok, poeta ruso (f. 1921).

### Sin fecha exacta conocida
Josefina Bolinaga, escritora de cuentos para niños (f. 1965).

## Fallecimientos
- 13 de marzo: Thomas Bell, zoólogo británico (n. 1792).
- 2 de abril: Augusto Ferrán, escritor español.
- 8 de mayo: Gustave Flaubert, novelista francés (n. 1821).
- 7 de junio: Francisco Bolognesi, militar peruano (n. 1816).
- 7 de junio: Juan Guillermo More Ruiz, militar peruano (n. 1833).
- 9 de julio: Paul Broca, médico, antropólogo y anatomista francés (n. 1824).
- 21 de septiembre: Manuel Montt Torres, presidente chileno entre 1851 y 1861 (n. 1809).
- 12 de octubre: Severo Chumbita, guerrillero montonero argentino (n. 1820).
- 22 de diciembre: George Eliot, escritora británica (n. 1819).
- 26 de diciembre: Manuel Murillo Toro, ideólogo liberal, estadista y periodista colombiano, dos veces presidente (n. 1816).
- 27 de diciembre: Alessandro Nini, compositor italiano (f. 1805).
- Yaakov Abuhatzeira
- José Francisco Acosta
- Bernard Alart
- Edmond Albius
- Pedro Ramón Alcorta
- Károly Alexy
- Marcelina Almeida
- Onofre Alsamora
- Antonio Altadill
- Jervasio Álvarez y Montaño
- Emmanuel d'Alzon
- Nils Johan Andersson
- Justo Arias y Aragüez
- Juan Domingo Arteaga Alemparte
- Manuel de Assas
- Coe Finch Austin
- Ricardo Balaca
- Cándido Bareiro
- John Goodwyn Barmby
- Friedrich Bayer
- Gregorio Benítez
- Sabino Berthelot
- Joaquín Bartrina
- Armando Blondel
- Vicente Boix
- Francisco Bolognesi
- Josep Maria Bonilla Martínez
- Adolph E. Borie
- Marie-Félicité Brosset
- Constantino Brumidi
- Robert Buist
- Ole Bull
- Clodomiro Bustamante
- Mariano Bustamante
- Adolphe-Félix Cals
- Estanislao del Campo
- Juan Bautista Carbó Rovira
- Valentín Carderera
- Joaquín Cardoso
- John Carey
- José Ricardo Casorla
- Manuel Castellano
- Aarón Castellanos
- Buenaventura Castro Solís
- Florian Ceynowa
- Michel Chasles
- Matilde Cherner
- Lydia Maria Child
- Pelegrín Clavé
- Andrés Coello
- Léon Cogniet
- Bienvenido Comín
- François Claudius Compte-Calix
- Dominic John Corrigan
- Josefa Cortés
- Manuel Cortina y Rodríguez
- Reinier Craeyvanger
- Adolphe Crémieux
- Paul de Musset
- Celestino del Piélago y Fernández de Castro
- Tibulle Desbarreaux-Bernard
- Joaquín Díaz de Bedoya
- Domingo Nava
- Miguel Dorronsoro y Ceberio
- Edwin Drake
- Edmond Duranty
- Jean-Baptiste Duvernoy
- Betty Ehrenborg
- Elena de Hohenlohe-Langenburg
- Ellen Arthur
- Joaquín Espalter y Rull
- Domingo Espiñeira
- Esteban de Adoáin
- Eugenio de Ligne
- Thomas Campbell Eyton
- Víctor Fajardo
- Cristina Farfán
- Joseph-Samuel Farinet
- Ludwig von Fautz
- Jules Favre
- Federico VIII de Schleswig-Holstein
- Félix Moreno Astray
- Fermín de Arteta
- Ángel Fernández de los Ríos
- Anselm Feuerbach
- Robert Fortune
- Constance Fox Talbot
- Luis Frías
- Charles Christopher Frost
- Carmen Gana
- José Gautier Benítez
- Johann Nepomuk Geiger
- Léon Gaston Genevier
- Dominique Alexandre Godron
- August Karl von Goeben
- Simón Gómez
- Pantaleón Gómez
- Octavio Gondra
- Cecilio González Blanco
- Eulogio Goycolea Garay
- Edmond Grasset
- Théodore Gudin
- Achille Guenée
- Rufino Guido
- Heinrich Josef Guthnick
- Fabián Gutiérrez Lasso de la Vega Cabrera y Madariaga
- Celedonio Gutiérrez
- Ida Hahn-Hahn
- Georg Ernst Ludwig Hampe
- Constantin Hansen
- Johannes Ludwig Emil Robert von Hanstein
- Theodor Hartig
- Juan Eugenio Hartzenbusch
- Constantine Hering
- Ignacio Herrero Buj
- Karl von Holtei
- Bartholomeus van Hove
- Joseph Hubeny
- José Joaquín Inclán
- Miguel Íscar Juárez
- Charles Thomas Jackson
- Louis-Julien Jacottet
- Anne Jellicoe
- Geraldine Jewsbury
- José Ruperto Monagas
- Juan Junquera Huergo
- Ludwig Volrad Jüngst
- Luis Justo Villanueva
- Ned Kelly
- Hyacinthe Klosé
- Aleksandra Kolosova
- Jonathan Homer Lane
- Francis de Laporte de Castelnau
- William Lassell
- Hector Lefuel
- Philippe Joseph Henri Lemaire
- Adolphe Lemoine
- Francisco León Franco
- Arsène Letellier
- Luís Alves de Lima e Silva
- Jules Antoine Lissajous
- Eleuterio Llofriu y Sagrera
- Carlos Llosa
- Bernabé López
- Peter Wilhelm Lund
- Juan de Madrazo y Kuntz
- Gheorghe Magheru
- José Malcampo
- Wilhelm Mannhardt
- María de Hesse-Kassel
- María de Hesse-Darmstadt
- Eduardo de Mariátegui
- José Ignacio de Márquez
- Juan Martín, "El Cabogatero"
- Luis Mayans y Enríquez de Navarra
- Hippolyte Mège-Mouriès
- Anton Menge
- Auguste Mestral
- Lorenzo Milans del Bosch
- Samuel Molina
- Camille de Montalivet
- Juan Guillermo Moore Ruiz
- Arthur Morin
- Lucretia Mott
- Henry Moule
- Fermín Mundaca
- William Munro
- Josep Antoni Muntadas y Campeny
- José Murature
- Fermín Nacarino
- Charles Nègre
- Adelaide Neilson
- Ana Néri
- Ramón Nouvilas
- Frederick Nylander
- Ricardo O'Donovan
- Jacques Offenbach
- José María Orense
- Delfina Ortega Díaz
- Gumersindo Ortiz
- Francisco Otero González
- Pagan Min
- Ricardo Palacio
- Helge Palmcrantz
- Benjamin Peirce
- Alphonse Pénaud
- Juan José Pérez
- Christian August Friedrich Peters
- Philipp Phoebus
- Anselmo Pineda
- José María Pinedo
- Juancito Pinto
- Ignacio Plana y Moncada
- Giovanni Polli
- Mungo Ponton
- Ricardo Puente y Brañas
- Manuel Puyou Dávila
- Quido Mánes
- Napoléon Henri Reber
- Juan de Ribera Piferrer
- Bettino Ricasoli
- Ferdinand von Hebra
- Mariano Riva Palacio
- Ignacio Rivas
- Albrecht Rodenbach
- Juan Rodríguez García
- José Alejo Román
- Francisco Romero Palomeque
- Enrique Romero Jiménez
- José María Romero López
- Pío Rosado Lorié
- María Josefa Rossello
- Renato Rovelli
- Miguel Ruelas
- Arnold Ruge
- Pedro Ruiz Gallo
- Felipe Saá
- Nissage Saget
- Alfred Saker
- Raden Saleh
- Ramón Samaniego Palacio
- Gerardo Emilio San Clemente Zárate
- Juan José San Martín
- Melchor Sánchez de Toca y Sáenz de Lobera
- Ricardo Santa Cruz Vargas
- Miguel Santín del Castillo
- Miguel Sanz y Lafuente
- Sara Forbes Bonetta
- Dionisio Scarlatti y Aldama
- Rudolph Herman Christiaan Carel Scheffer
- Guillaume Philippe Schimper
- John Scott
- Édouard Séguin
- Gaspar Sensi y Baldachi
- Santiago Sierra Méndez
- José Maria da Silva Paranhos
- José Esteban Solís
- Mariano Soriano Fuertes
- Rafael Sotomayor
- José Spreafico
- Steve Hart
- Heinrich Strack
- John Sutter
- Jionia Talanova
- Tom Taylor
- Juan Manuel Terán
- Teresa Couderc
- Manuel Thomson
- Mario Tiberini
- Alfred Thomas Torbert
- Rafael Torreblanca
- Lorenzo Torres
- Manuel Sebastián Ugarte y Moscoso
- Alfonso Ugarte
- Ezequiel Uricoechea
- Juan de Dios Videla
- Emeterio Villamil de Rada
- Bartolomé Vivar
- Daniel Bashiel Warner
- James Craig Watson
- Jan Weissenbruch
- Henryk Wieniawski
- Heinrich August Ludwig Wiggers
- José María Yáñez Carrillo
- Thrasivulos Zaimis
- Ramón Zavala
- Philippe Zilcken
- Nikolái Zinin
- Ziya Pashá